# She (chanson de Green Day)
 (septembre 2014).
Si vous disposez d'ouvrages ou d'articles de référence ou si vous connaissez des sites web de qualité traitant du thème abordé ici, merci de compléter l'article en donnant les références utiles à sa vérifiabilité et en les liant à la section « Notes et références ».
Pour les articles homonymes, voir She (homonymie).
Singles de Green Day
When I Come Around
(1995) J.A.R.
(1995)
She est une chanson du groupe punk américain Green Day et le cinquième single extrait de leur troisième album, Dookie, paru en 1994. La chanson est sortie en 1995 sous la forme de single promotionnel envoyé aux radios.

## Contenu
La chanson est un hit de Green Day, célèbre pour sa ligne de basse (en général, lorsque la chanson est jouée en live, le chanteur Billie Joe Armstrong s'exclame : "Ladies and gentlemen, mister Mike Dirnt!") ("Mesdames et messieurs, Mike Dirnt!")). Elle fut écrite par Billie Joe Armstrong pour sa femme, Adrienne. Même si la thématique générale de l'album (Dookie) est l'adolescence et les problèmes qui y sont liés (l'amour, la jalousie, l'ennui...), cette chanson commence à traiter des thèmes plus "adultes" : les paroles du refrain "Are you locked up in a world that's been planned up on you/Are you feeling like a social toy without a use" (Littéralement :"Es-tu coincée dans un monde qui a été prévu pour toi/Te sens tu comme un jouet social sans utilité") et du deuxième couplet "She's figured out/All her doubts with someone else's point of view" ( "Elle s'est rendu compte/De tous ses doutes avec le point de vue de quelqu'un d'autre") sont bien un embryon de dénonciation de la société américaine, comme on la retrouvera à maturation complète dans l'album American Idiot.